# Gymnelia sephala
Gymnelia sephala är en fjärilsart som beskrevs av Druce 1883. Gymnelia sephala ingår i släktet Gymnelia och familjen björnspinnare. Inga underarter finns listade i Catalogue of Life.